# Guido Fonteyn
 (novembre 2016).
Si vous disposez d'ouvrages ou d'articles de référence ou si vous connaissez des sites web de qualité traitant du thème abordé ici, merci de compléter l'article en donnant les références utiles à sa vérifiabilité et en les liant à la section « Notes et références ».
Guido Fonteyn, né en 1946 à Evere, est un journaliste belge. 

## Biographie
Après une licence en communication (sciences politiques et sociales) à l'université catholique de  Louvain, il entre au journal De Standaard à la rédaction « Rue de la Loi » où il devient spécialiste de la Wallonie et de Bruxelles. À la création des Régions en 1980, De Standaard l'envoie à Namur comme correspondant permanent auprès du gouvernement wallon. Il y travaille jusqu'à sa retraite en 2004. Il reste journaliste indépendant auprès de La Libre Belgique, Le Vif/L'Express, De Morgen. 
Il est administrateur de l'université catholique de Bruxelles et est commandeur de l'ordre de Léopold (2006).

## Œuvres
- Le Train des Flaminds, 1997.
- Adieu à Magritte (en néerlandais Afscheid van Magritte), 2004 (traduit en 2006).
- Boerenpsalm, 2006